# Vádper
Vádpernek nevezték Magyarországon az írásbeli büntető eljárást, amely 1853-ig nemesek ellen rendszerint, nem nemesek ellen csak súlyosabb bűncselekmények esetén volt alkalmazható. A bíróság, ha a vizsgálat alapján rendes eljárásnak helyét találta, perbefogó határozatot hozott. Némely bíróság még előbb hitelesítő tárgyalást tartott, melyen a vádlottat s a tanukat kihallgatta. A perbefogással egyidejűleg felhívták az ügyészt vádlevelének benyújtására. Ezt a per felvétele és a feleselés követte, melyre a vádlottat még akkor is megidézték, ha fogva volt (citatio ex vinculis). Az ítéletet a zárt ülésben előadott ügyiratok alapján hozták.